# Kaan Ayhan
Kaan Ayhan (sinh ngày 10 tháng 11 năm 1994) là một cầu thủ bóng đá chuyên nghiệp thi đấu ở vị trí trung vệ hoặc hậu vệ phải cho câu lạc bộ Galatasaray tại Süper Lig. Sinh ra ở Đức, anh đại diện cho đội tuyển quốc gia Thổ Nhĩ Kỳ.

## Thống kê sự nghiệp

### Câu lạc bộ
Tính đến ngày 22 tháng 2 năm 2024
| Club                       | Season       | League        | League | League | Cup  | Cup   | Continental | Continental | Total | Total |
| Club                       | Season       | Division      | Apps   | Goals  | Apps | Goals | Apps        | Goals       | Apps  | Goals |
| -------------------------- | ------------ | ------------- | ------ | ------ | ---- | ----- | ----------- | ----------- | ----- | ----- |
| Schalke 04                 | 2012–13      | Bundesliga    | 0      | 0      | 0    | 0     | —           | —           | 0     | 0     |
| Schalke 04                 | 2013–14      | Bundesliga    | 14     | 1      | 0    | 0     | 1           | 0           | 15    | 1     |
| Schalke 04                 | 2014–15      | Bundesliga    | 15     | 0      | 0    | 0     | 4           | 0           | 19    | 0     |
| Schalke 04                 | 2015–16      | Bundesliga    | 1      | 0      | 0    | 0     | 4           | 0           | 5     | 0     |
| Schalke 04                 | Total        | Total         | 30     | 1      | 0    | 0     | 9           | 0           | 39    | 1     |
| Eintracht Frankfurt (loan) | 2015–16      | Bundesliga    | 2      | 0      | 0    | 0     | —           | —           | 2     | 0     |
| Fortuna Düsseldorf         | 2016–17      | 2. Bundesliga | 23     | 1      | 1    | 0     | —           | —           | 24    | 1     |
| Fortuna Düsseldorf         | 2017–18      | 2. Bundesliga | 31     | 1      | 1    | 0     | —           | —           | 32    | 1     |
| Fortuna Düsseldorf         | 2018–19      | Bundesliga    | 28     | 4      | 3    | 0     | —           | —           | 31    | 4     |
| Fortuna Düsseldorf         | 2019–20      | Bundesliga    | 31     | 2      | 3    | 0     | —           | —           | 34    | 2     |
| Fortuna Düsseldorf         | Total        | Total         | 113    | 8      | 8    | 0     | —           | —           | 121   | 8     |
| Sassuolo                   | 2020–21      | Serie A       | 19     | 0      | 1    | 0     | —           | —           | 20    | 0     |
| Sassuolo                   | 2021–22      | Serie A       | 23     | 1      | 1    | 0     | —           | —           | 24    | 1     |
| Sassuolo                   | 2022–23      | Serie A       | 10     | 0      | 1    | 0     | —           | —           | 11    | 0     |
| Sassuolo                   | Total        | Total         | 52     | 1      | 3    | 0     | —           | —           | 55    | 1     |
| Galatasaray (loan)         | 2022–23      | Süper Lig     | 5      | 0      | 1    | 1     | —           | —           | 6     | 1     |
| Galatasaray                | 2023–24      | Süper Lig     | 23     | 1      | 0    | 0     | 12          | 0           | 35    | 1     |
| Career total               | Career total | Career total  | 225    | 11     | 12   | 1     | 21          | 0           | 258   | 12    |

1. 1 2  Appearances in UEFA Champions League
2. ↑  Appearances in UEFA Europa League
3. ↑  Ten appearances in UEFA Champions League, two appearances in UEFA Europa League

### Quốc tế
Bàn thắng và kết quả của Thổ Nhĩ Kỳ được để trước.
| # | Ngày                 | Địa điểm                                             | Đối thủ    | Bàn thắng | Kết quả | Giải đấu                    |
| - | -------------------- | ---------------------------------------------------- | ---------- | --------- | ------- | --------------------------- |
| 1 | 25 tháng 3 năm 2019  | Sân vận động Eskişehir, Eskişehir, Thổ Nhĩ Kỳ        | Moldova    | 4–0       | 4–0     | Vòng loại UEFA Euro 2024    |
| 2 | 8 tháng 6 năm 2019   | Sân vận động Büyükşehir, Konya, Thổ Nhĩ Kỳ           | Pháp       | 1–0       | 2–0     | Vòng loại UEFA Euro 2024    |
| 3 | 14 tháng 10 năm 2019 | Stade de France, Saint-Denis, Pháp                   | Pháp       | 1–1       | 1–1     | Vòng loại UEFA Euro 2024    |
| 4 | 27 tháng 5 năm 2021  | Sân vận động Bahçeşehir Okulları, Alanya, Thổ Nhĩ Kỳ | Azerbaijan | 2–1       | 2–1     | Giao hữu                    |
| 5 | 14 tháng 6 năm 2022  | Sân vận động Gürsel Aksel, İzmir, Thổ Nhĩ Kỳ         | Litva      | 1–0       | 2–0     | UEFA Nations League 2022–23 |